# صفر (فیلم ۲۰۱۵)
صفر (انگلیسی: Zero) یک فیلم است. در این فیلم بازیگرانی همچون آشوین کاکومانو، اسشیوادا، جی.دی چاکراوارتی و گاتوم واسودو منون ایفای نقش کرده‌اند.